# Eurymachos (Trojakämpfer)
Eurymachos (altgriechisch Εὐρύμαχος Eurýmachos) ist eine Gestalt der griechischen Mythologie.
Laut der Darstellung in den Posthomerica des kaiserzeitlichen Dichters Quintus von Smyrna war Eurymachos ein Grieche, der am Trojanischen Krieg teilnahm und zu jenen Männern gehörte, die sich im Trojanischen Pferd versteckten.